# Diméthylformamide deutéré
Le diméthylformamide deutéré (DMF-d7) est un composé chimique de formule (CD3)2N–CDO. Il s'agit de l'isotopologue du diméthylformamide (CH3)2N–CHO dont tous les atomes d'hydrogène H sont remplacés par du deutérium D, isotope stable de l'hydrogène.
Le diméthylformamide deutéré est un solvant utilisé dans certaines analyses de molécules organiques par spectroscopie RMN.